# Sonic Prime
Sonic Prime este un serial de animație de televiziune streaming bazat pe franciza de jocuri video Sonic the Hedgehog și dezvoltat de grupul creativ Man of Action pentru Netflix. Produs de Sega of America, WildBrain Studios, Man of Action Entertainment și Netflix Animation, este al șaselea serial de televiziune al francizei și partajează continuitatea cu canonul primar.
Primul sezon, alcătuit din 8 episoade, a fost lansat pe Netflix pe 15 decembrie 2022. Al doilea sezon, de asemenea având 8 episoade, a fost lansat pe 13 iulie 2023. Potrivit lui WildBrain Studios, serialul are 23 de episoade în total, inclusiv o premieră a serialului de durată dublă. Al treilea și ultimul sezon a fost lansat pe 11 ianuarie 2024, având 7 episoade.

## Premisa
În timpul unei bătălii cu Dr. Eggman, Sonic distruge în mod neglijent Prisma Paradox, care fracturează universul și desparte pe el și prietenii lui prin dimensiuni paralele numite "spații sparte". Vrând să își restaureze universul și să își salveze prietenii, Sonic călătorește prin dimensiuni și se confruntă cu versiuni alternative ale prietenilor și inamicilor lui.

## Distribuția
- Deven Mack – Sonic Ariciul[1], Orbot și Cubot
- Brian Drummond – Dr. Eggman, Dl. Dr. Eggman, Dr. Făcut-o[1] și Stormbeard
- Ashleigh Ball – Miles "Tails" Prower, Nine,[1] Mangey Tails, Sails Tails și Bunny Bones
- Adam Nurada – Knuckles Echidna[1]
- Shannon Chan-Kent – Amy Rose, Rusty Rose, Thorn Rose[1] și Black Rose
- Ian Hanlin – Shadow Ariciul, Motanul Big, Motanul Big din Orașul New Yoke,[1] Hangry Cat și Eggforcers
- Kazumi Evans – Rouge, Rebel Rouge,[1] Prim Rouge și Batton Rouge
- Vincent Tong – Renegatul Knucks, Dr. Bolboros, Dr. Nu, Dr. Adânc[1] și Knuckles cel Teribil
- Seán McLoughlin – Jack[6]
- Rachell Hofstetter – Comandantă de escadrilă roșie[7]

## Episoade
| Premiera                                  | N/o | Titlu român          | Titlu englez               |
| ----------------------------------------- | --- | -------------------- | -------------------------- |
|                                           |     |                      |                            |
| SEZONUL 1                                 |     |                      |                            |
|                                           |     |                      |                            |
| 10.12.2022 (Roblox) 15.12.2022 (Netflix)  | 01  | Praf și pulbere      | Shattered                  |
|                                           |     |                      |                            |
| 15.12.2022                                | 02  | Cred că glumești     | The Yoke's on You          |
|                                           |     |                      |                            |
| 15.12.2022                                | 03  | Evadarea             | Escape from New Yoke       |
|                                           |     |                      |                            |
| 15.12.2022                                | 04  | Rău venit în junglă  | Unwelcome to the Jungle    |
|                                           |     |                      |                            |
| 15.12.2022                                | 05  | Complet în copac     | Barking Up the Wrong Tree  |
|                                           |     |                      |                            |
| 15.12.2022                                | 06  | Probleme mari        | Situation: Grim            |
|                                           |     |                      |                            |
| 15.12.2022                                | 07  | Cine știe recunoaște | It Takes One to No Place   |
|                                           |     |                      |                            |
| 15.12.2022                                | 08  | O echipă perfectă    | There's No Arrgh on Team   |
|                                           |     |                      |                            |
| SEZONUL 2                                 |     |                      |                            |
|                                           |     |                      |                            |
| 04.07.2023 (YouTube) 13.07.2023 (Netflix) | 09  | Evită Vidul!         | Avoid the Void             |
|                                           |     |                      |                            |
| 13.07.2023                                | 10  | Bătălia din Boscage  | Boscage Maze Fight         |
|                                           |     |                      |                            |
| 13.07.2023                                | 11  | Noi forțe            | Second Wind                |
|                                           |     |                      |                            |
| 13.07.2023                                | 12  | Fără scăpare         | No Way Out                 |
|                                           |     |                      |                            |
| 13.07.2023                                | 13  | Un haos de logică    | A Madness to Their Methods |
|                                           |     |                      |                            |
| 13.07.2023                                | 14  | Care pe care         | Double Trouble             |
|                                           |     |                      |                            |
| 13.07.2023                                | 15  | Pe mâini greșite     | Cracking Down              |
|                                           |     |                      |                            |
| 13.07.2023                                | 16  | Șanse infime         | Ghost of a Chance          |
|                                           |     |                      |                            |
| SEZONUL 3                                 |     |                      |                            |
|                                           |     |                      |                            |
| 05.01.2024 (YouTube) 11.01.2024 (Netflix) | 17  | Vești sumbre         | Grim Tidings               |
|                                           |     |                      |                            |
| 11.01.2024                                | 18  | Dulce cupolă         | Dome Sweet Dome            |
|                                           |     |                      |                            |
| 11.01.2024                                | 19  | Singura șansă        | No Escape                  |
|                                           |     |                      |                            |
| 11.01.2024                                | 20  | Viețile lui Nine     | Nine's Lives               |
|                                           |     |                      |                            |
| 11.01.2024                                | 21  | Casă, bolnavă casă   | Home Sick Home             |
|                                           |     |                      |                            |
| 11.01.2024                                | 22  | Problema e la Tails  | The Devil Is in the Tails  |
|                                           |     |                      |                            |
| 11.01.2024                                | 23  | De la început        | From the Top               |
|                                           |     |                      |                            |